# Verwaltungsgemeinschaft Markneukirchen-Erlbach
Die Verwaltungsgemeinschaft Markneukirchen-Erlbach befand sich im Vogtlandkreis im Freistaat Sachsen.
Ihr gehörte neben der Stadt Markneukirchen die Gemeinde Erlbach an.
Zum 1. Januar 2014 wurde die Gemeinde Erlbach in die Stadt Markneukirchen eingemeindet. Damit wurde die Verwaltungsgemeinschaft aufgelöst.